# 張希召
張希召（1529年—？），字于南，山東青州府高苑縣人，軍籍，明朝政治人物。

## 生平
山東鄉試第七十名舉人。嘉靖四十一年（1562年）中式壬戌科會試第二百二十七名，二甲第七十七名進士。授户部主事，四十三年十月奉命往江西监兑兼催钱粮。历升员外郎、郎中，出知重庆府。萬曆二年（1573年）正月升陕西按察司副使。復除浙江副使，七年十一月升陕西行太仆寺卿。八年三月被弹劾奪職。

## 家族
曾祖張士舉；祖父張盤；父張珝。前母崔氏；母董氏。慈侍下。兄希尹、希稷（知县）、希龍。